# كيفن دابروفسكي
كيفن دابروفسكي هو لاعب كرة قدم بولندي، ولد في 9 يونيو 1998 في بوزنان في بولندا.